# Roinvilliers
Roinvilliers település Franciaországban, Essonne megyében. Lakosainak száma 110 fő (2022. január 1.). Roinvilliers Bois-Herpin, Rouvres-Saint-Jean, Abbéville-la-Rivière, Blandy és Mespuits községekkel határos.

## Népesség
A település népessége az elmúlt években az alábbi módon változott:
| Lakosok száma | 90   | 96   | 103  | 107  | 107  | 107  | 106  | 108  | 110  |
|               | 2013 | 2015 | 2016 | 2017 | 2018 | 2019 | 2020 | 2021 | 2022 |